# 坎塞 (科多尔省)
坎塞（法語：Quincey，法語發音：[kɛ̃sɛ]）是法国科多尔省的一个市镇，位于该省南部，属于博讷区。

## 地理
坎塞（47°6'37"N, 4°58'18"E）面积5.57 平方千米，位于法国勃艮第-弗朗什-孔泰大區科多尔省，该省份为法国中东部省份，北起奥布省，西接涅夫勒省和约讷省，南至索恩-卢瓦尔省，东南接汝拉省，东临上索恩省，东北部与上马恩省接壤。
与坎塞接壤的市镇（或旧市镇、城区）包括：热尔朗、阿让库尔、阿尔日伊、尼伊圣乔治、普雷莫-普里塞。

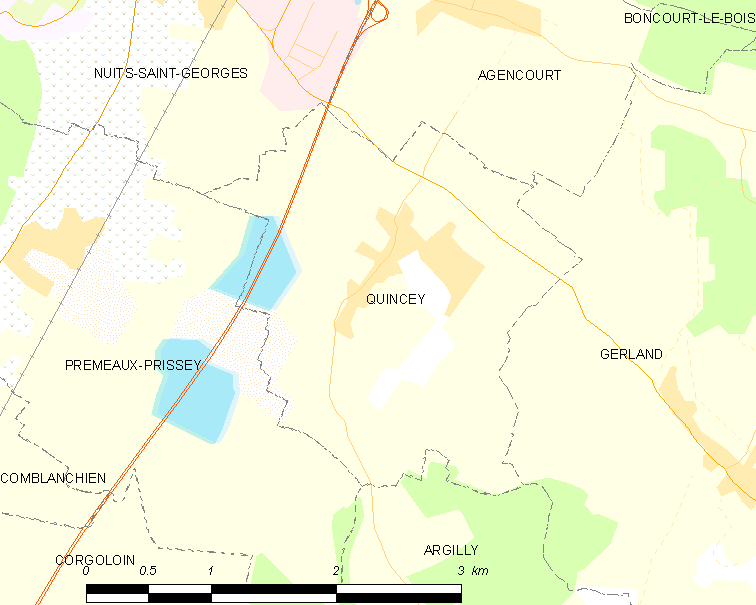
的OSM定位图

坎塞的时区为UTC+01:00、UTC+02:00（夏令时）。

## 行政
坎塞的邮政编码为21700，INSEE市镇编码为21517。

## 政治
坎塞所属的省级选区为尼伊圣乔治县。

## 人口

1962-2008年间人口变化图示

坎塞于2022年1月1日时的人口数量为499人。